# Palazzo Pubblico (San Marino)
Het Palazzo Publicco van San Marino dient als stadhuis voor de gelijknamige hoofdstad stad, alsook als vergaderplaats van het parlement. Het wordt tevens gebruikt voor officiële overheidsceremonies.

## Geschiedenis
Tegen het einde van de 14e eeuw werd op deze locatie een gebouw neergezet met de naam Domus Magna Comunis. In de 19e eeuw werd het gebouw onbruikbaar verklaard.
De eerste steen van het huidige gebouw werd gelegd op 17 mei 1884. Tien jaar later, op 30 september 1894, werd het gebouw officieel in gebruik genomen.
In de jaren negentig van de twintigste eeuw werd het gebouw grondig gerenoveerd.

## Trivia
- Op het plein voor het paleis staat het San Marinese Vrijheidsbeeld.
- Het Palazzo Publicco staat afgebeeld op de San Marinese euromunten.